# Ruta del Sol 2014
De 60e editie van de wielerwedstrijd Ruta del Sol vond plaats in 2014 van 19 tot en met 23 februari. De start was in Vélez-Málaga, de finish in Fuengirola. De ronde maakte deel uit van de UCI Europe Tour 2014, in de wedstrijdcategorie 2.1. De titelhouder was de Spanjaard Alejandro Valverde, die ook deze editie op zijn naam schreef.

## Deelnemende ploegen
| WorldTour           | ProContinentaal             | Continentaal              |
| ------------------- | --------------------------- | ------------------------- |
| Movistar            | Caja Rural                  | Euskadi                   |
| Astana              | CCC Polsat Polkowice        | ActiveJet Team            |
| Belkin Pro Cycling  | Cofidis                     | Ecuador                   |
| Giant-Shimano       | MTN-Qhubeka                 | Etixx                     |
| Lotto-Belisol       | Novo Nordisk                | Rabobank Development Team |
| Sky ProCycling      | Topsport Vlaanderen-Baloise |                           |
| Trek Factory Racing | Wanty-Groupe Gobert         |                           |

## Etappe-overzicht
| etappe  | datum       | start              | finish     | afstand      | winnaar            | klassementsleider  |
| ------- | ----------- | ------------------ | ---------- | ------------ | ------------------ | ------------------ |
| Proloog | 19 februari | Almería            | Almería    | 7,3 km (ITT) | Alejandro Valverde | Alejandro Valverde |
| 1e      | 20 februari | Vélez-Málaga       | Jaén       | 186,8 km     | Alejandro Valverde | Alejandro Valverde |
| 2e      | 21 februari | La Guardia de Jaén | Cabra      | 197,1 km     | Alejandro Valverde | Alejandro Valverde |
| 3e      | 22 februari | Sanlúcar la Mayor  | Sevilla    | 182,7 km     | Gerald Ciolek      | Alejandro Valverde |
| 4e      | 23 februari | Ubrique            | Fuengirola | 159,8 km     | Moreno Hofland     | Alejandro Valverde |

## Etappe-uitslagen

### Proloog
| Almería - Almería (7,3 km) |                    |                     |         |
| Plaats                     | Naam               | Ploeg               | Tijd    |
| Winnaar                    | Alejandro Valverde | Movistar            | 8'22"   |
| 2                          | Tom Dumoulin       | Giant-Shimano       | + 0'07" |
| 3                          | Jon Izagirre       | Movistar            | + 0'09" |
| 4                          | Vasil Kiryjenka    | Sky ProCycling      | + 0'13" |
| 5                          | Geraint Thomas     | Sky ProCycling      | + 0'14" |
| 6                          | Bradley Wiggins    | Sky ProCycling      | z.t.    |
| 7                          | Richie Porte       | Sky ProCycling      | + 0'15" |
| 8                          | Javier Moreno      | Movistar            | z.t.    |
| 9                          | Simon Geschke      | Giant-Shimano       | + 0'16" |
| 10                         | Haimar Zubeldia    | Trek Factory Racing | z.t.    |
|                            |                    |                     |         |
| 12                         | Bart De Clercq     | Lotto-Belisol       | + 0'18" |

### 1e etappe
| Vélez-Málaga - Jaén (186,8 km) |                    |                      |          |
| Plaats                         | Naam               | Ploeg                | Tijd     |
| Winnaar                        | Alejandro Valverde | Movistar             | 5u08'57" |
| 2                              | Bauke Mollema      | Belkin Pro Cycling   | + 0'04"  |
| 3                              | Davide Rebellin    | CCC Polsat Polkowice | z.t.     |
| 4                              | Richie Porte       | Sky ProCycling       | z.t.     |
| 5                              | Luis León Sánchez  | Caja Rural           | z.t.     |
| 6                              | Julien Simon       | Cofidis              | + 0'11"  |
| 7                              | Daniel Navarro     | Cofidis              | + 0'12"  |
| 8                              | Jon Izagirre       | Movistar             | + 0'15"  |
| 9                              | Thomas Degand      | Wanty-Groupe Gobert  | + 0'16"  |
| 10                             | Tanel Kangert      | Astana               | + 0'17"  |

| Algemeen klassement |                    |                      |          |
| Plaats              | Naam               | Ploeg                | Tijd     |
| Rode trui           | Alejandro Valverde | Movistar             | 5u17'19" |
| 2                   | Richie Porte       | Sky ProCycling       | + 0'19"  |
| 3                   | Luis León Sánchez  | Caja Rural           | + 0'21"  |
| 4                   | Jon Izagirre       | Movistar             | + 0'24"  |
| 5                   | Haimar Zubeldia    | Trek Factory Racing  | + 0'37"  |
| 6                   | Tanel Kangert      | Astana               | + 0'38"  |
| 7                   | Bauke Mollema      | Belkin Pro Cycling   | + 0'39"  |
| 8                   | Julien Simon       | Cofidis              | + 0'40"  |
| 9                   | Davide Rebellin    | CCC Polsat Polkowice | + 0'43"  |
| 10                  | Geraint Thomas     | Sky ProCycling       | + 0'44"  |
|                     |                    |                      |          |
| 11                  | Thomas Degand      | Wanty-Groupe Gobert  | + 0'46"  |

### 2e etappe
| La Guardia de Jaén - Cabra (197,1 km) |                    |                     |          |
| Plaats                                | Naam               | Ploeg               | Tijd     |
| Winnaar                               | Alejandro Valverde | Movistar            | 5u02'53" |
| 2                                     | Luis León Sánchez  | Caja Rural          | +1"      |
| 3                                     | Daniel Navarro     | Cofidis             | z.t.     |
| 4                                     | Michele Scarponi   | Astana              | z.t.     |
| 5                                     | Richie Porte       | Sky ProCycling      | z.t.     |
| 6                                     | Thomas Degand      | Wanty-Groupe Gobert | +5"      |
| 7                                     | Bauke Mollema      | Belkin Pro Cycling  | z.t.     |
| 8                                     | Tanel Kangert      | Astana              | z.t.     |
| 9                                     | Marcos García      | Caja Rural          | +9"      |
| 10                                    | Jon Izagirre       | Movistar            | z.t.     |

| Algemeen klassement |                    |                     |           |
| Plaats              | Naam               | Ploeg               | Tijd      |
| Rode trui           | Alejandro Valverde | Movistar            | 10u20'12" |
| 2                   | Richie Porte       | Sky ProCycling      | +20"      |
| 3                   | Luis León Sánchez  | Caja Rural          | +22"      |
| 4                   | Jon Izagirre       | Movistar            | +33"      |
| 5                   | Tanel Kangert      | Astana              | +43"      |
| 6                   | Bauke Mollema      | Belkin Pro Cycling  | +44"      |
| 7                   | Thomas Degand      | Wanty-Groupe Gobert | +51"      |
| 8                   | Daniel Navarro     | Cofidis             | +55"      |
| 9                   | Michele Scarponi   | Astana              | +1'02"    |
| 10                  | Luis Ángel Maté    | Cofidis             | +1'24"    |

### 3e etappe
| Sanlúcar la Mayor - Sevilla (182,7 km) |                      |                             |          |
| Plaats                                 | Naam                 | Ploeg                       | Tijd     |
| Winnaar                                | Gerald Ciolek        | MTN-Qhubeka                 | 4u17'39" |
| 2                                      | Roy Jans             | Wanty-Groupe Gobert         | z.t.     |
| 3                                      | Moreno Hofland       | Belkin Pro Cycling          | z.t.     |
| 4                                      | Nikias Arndt         | Giant-Shimano               | z.t.     |
| 5                                      | Tom Van Asbroeck     | Topsport Vlaanderen-Baloise | z.t.     |
| 6                                      | Jens Debusschere     | Lotto-Belisol               | z.t.     |
| 7                                      | Edvald Boasson Hagen | Sky ProCycling              | z.t.     |
| 8                                      | Fábio Silvestre      | Trek Factory Racing         | z.t.     |
| 9                                      | Kenneth Vanbilsen    | Topsport Vlaanderen-Baloise | z.t.     |
| 10                                     | Davide Viganò        | Caja Rural                  | z.t.     |

| Algemeen klassement |                    |                     |           |
| Plaats              | Naam               | Ploeg               | Tijd      |
| Rode trui           | Alejandro Valverde | Movistar            | 14u37'51" |
| 2                   | Richie Porte       | Sky ProCycling      | +20"      |
| 3                   | Luis León Sánchez  | Caja Rural          | +22"      |
| 4                   | Jon Izagirre       | Movistar            | +33"      |
| 5                   | Tanel Kangert      | Astana              | +43"      |
| 6                   | Bauke Mollema      | Belkin Pro Cycling  | +44"      |
| 7                   | Thomas Degand      | Wanty-Groupe Gobert | +51"      |
| 8                   | Daniel Navarro     | Cofidis             | +55"      |
| 9                   | Michele Scarponi   | Astana              | +1'02"    |
| 10                  | Luis Ángel Maté    | Cofidis             | +1'24"    |

### 4e etappe
| Ubrique - Fuengirola (159,8 km) |                      |                             |          |
| Plaats                          | Naam                 | Ploeg                       | Tijd     |
| Winnaar                         | Moreno Hofland       | Belkin Pro Cycling          | 4u09'53" |
| 2                               | Nikias Arndt         | Giant-Shimano               | z.t.     |
| 3                               | Kenneth Vanbilsen    | Topsport Vlaanderen-Baloise | z.t.     |
| 4                               | Tom Van Asbroeck     | Topsport Vlaanderen-Baloise | +1"      |
| 5                               | Edward Theuns        | Topsport Vlaanderen-Baloise | z.t.     |
| 6                               | Davide Viganò        | Caja Rural                  | z.t.     |
| 7                               | Edvald Boasson Hagen | Sky ProCycling              | z.t.     |
| 8                               | Jon Izagirre         | Movistar                    | z.t.     |
| 9                               | Daniel Hoelgaard     | Etixx-IHNed                 | z.t.     |
| 10                              | Alejandro Valverde   | Movistar                    | z.t.     |

## Eindklassementen
| Plaats    | Naam               | Ploeg                     | Tijd      |
| --------- | ------------------ | ------------------------- | --------- |
| Rode trui | Alejandro Valverde | Movistar                  | 18u47'45" |
| 2         | Richie Porte       | Sky ProCycling            | + 31"     |
| 3         | Luis León Sánchez  | Caja Rural                | + 33"     |
| 4         | Jon Izagirre       | Movistar                  | z.t.      |
| 5         | Tanel Kangert      | Astana                    | + 43"     |
| 6         | Bauke Mollema      | Belkin Pro Cycling        | + 55"     |
| 7         | Thomas Degand      | Wanty-Groupe Gobert       | + 1'02"   |
| 8         | Daniel Navarro     | Cofidis                   | + 1'06"   |
| 9         | Michele Scarponi   | Astana                    | + 1'13"   |
| 10        | Luis Ángel Maté    | Cofidis                   | + 1'24"   |
| 11        | Geraint Thomas     | Sky ProCycling            | + 1'30"   |
| 12        | Marcos García      | Caja Rural                | + 1'38"   |
| 13        | Sergio Pardilla    | MTN-Qhubeka               | + 1'47"   |
| 14        | Haimar Zubeldia    | Trek Factory Racing       | + 2'15"   |
| 15        | Bart De Clercq     | Lotto-Belisol             | + 2'17"   |
| 16        | Bert-Jan Lindeman  | Rabobank Development Team | z.t.      |
| 17        | Francis De Greef   | Wanty-Groupe Gobert       | + 2'21"   |
| 18        | Davide Rebellin    | CCC Polsat Polkowice      | z.t.      |
| 19        | Julien Simon       | Cofidis                   | + 2'28"   |
| 20        | Paolo Tiralongo    | Astana                    | + 2'31"   |

| Plaats      | Naam               | Ploeg                       | Punten |
| ----------- | ------------------ | --------------------------- | ------ |
| Blauwe trui | Alejandro Valverde | Movistar                    | 81     |
| 2           | Moreno Hofland     | Belkin Pro Cycling          | 41     |
| 3           | Jon Izagirre       | Movistar                    | 38     |
|             |                    |                             |        |
| 8           | Tom Van Asbroeck   | Topsport Vlaanderen-Baloise | 26     |

| Plaats      | Naam             | Ploeg                       | Punten |
| ----------- | ---------------- | --------------------------- | ------ |
| Paarse trui | Tom Van Asbroeck | Topsport Vlaanderen-Baloise | 27     |
| 2           | Linus Gerdemann  | MTN-Qhubeka                 | 19     |
| 3           | David Lozano     | Novo Nordisk                | 17     |
|             |                  |                             |        |
| 7           | Tom Dumoulin     | Giant-Shimano               | 8      |

| Plaats     | Naam            | Ploeg                       | Punten |
| ---------- | --------------- | --------------------------- | ------ |
| Witte trui | Andrej Zejts    | Astana                      | 8      |
| 2          | Edward Theuns   | Topsport Vlaanderen-Baloise | 6      |
| 3          | Jakob Fuglsang  | Astana                      | 4      |
|            |                 |                             |        |
| 4          | Martijn Tusveld | Rabobank Development Team   | 4      |

| Plaats | Ploeg               | Tijd      |
| ------ | ------------------- | --------- |
|        | Astana              | 56u27'08" |
| 2      | Caja Rural          | z.t.      |
| 3      | Sky ProCycling      | z.t.      |
|        |                     |           |
| 6      | Wanty-Groupe Gobert | + 4'19"   |
| 7      | Belkin Pro Cycling  | + 5'12"   |

## Klassementenverloop
| Etappe       | Winnaar            | Algemeen klassement · | Puntenklassement · | Bergklassement · | Sprintklassement · | Ploegenklassement · |
| ------------ | ------------------ | --------------------- | ------------------ | ---------------- | ------------------ | ------------------- |
| Proloog      | Alejandro Valverde | Alejandro Valverde    | niet uitgereikt    | niet uitgereikt  | niet uitgereikt    | niet uitgereikt     |
| 1            | Alejandro Valverde | Alejandro Valverde    | Alejandro Valverde | Tom Van Asbroeck | Javier Aramendia   | Movistar            |
| 2            | Alejandro Valverde | Alejandro Valverde    | Alejandro Valverde | Tom Van Asbroeck | Andrej Zejts       | Astana              |
| 3            | Gerald Ciolek      | Alejandro Valverde    | Alejandro Valverde | Tom Van Asbroeck | Andrej Zejts       | Astana              |
| 4            | Moreno Hofland     | Alejandro Valverde    | Alejandro Valverde | Tom Van Asbroeck | Andrej Zejts       | Astana              |
| 0Eindstanden | 0Eindstanden       | Alejandro Valverde    | Alejandro Valverde | Tom Van Asbroeck | Andrej Zejts       | Astana              |

1925 · 1926-1954 · 1955 · 1956 · 1957 · 1958 · 1959 · 1960 · 1961 · 1962 · 1963 · 1964 · 1965 · 1966 · 1967 · 1968 · 1969 · 1970 · 1971 · 1972 · 1973 · 1974 · 1975 · 1976 · 1977 · 1978 · 1979 · 1980 · 1981 · 1982 · 1983 · 1984 · 1985 · 1986 · 1987 · 1988 · 1989 · 1990 · 1991 · 1992 · 1993 · 1994 · 1995 · 1996 · 1997 · 1998 · 1999 · 2000 · 2001 · 2002 · 2003 · 2004 · 2005 · 2006 · 2007 · 2008 · 2009 · 2010 · 2011 · 2012 · 2013 · 2014 · 2015 · 2016 · 2017 · 2018 · 2019 · 2020 · 2021 · 2022 · 2023 · 2024 · 2025
Etappewedstrijden

 Ster van Bessèges ·
 Ronde van de Middellandse Zee ·
 Ruta del Sol ·
 Ronde van de Algarve ·
 Ronde van de Haut-Var ·
 Driedaagse van West-Vlaanderen ·
 Internationale Wielerweek ·
 Internationaal Wegcriterium ·
 Driedaagse van De Panne-Koksijde ·
 Ronde van de Sarthe ·
 Ronde van Trentino ·
 Ronde van Turkije ·
 Vierdaagse van Duinkerke ·
 Ronde van Azerbeidzjan ·
 Szlakiem Grodów Piastowskich ·
 Ronde van Castilië en León ·
 Ronde van Picardië ·
 Ronde van Noorwegen ·
 World Ports Classic ·
 Ronde van Beieren ·
 Ronde van België ·
 Tour des Fjords ·
 Ronde van Estland ·
 Ronde van Luxemburg ·
 Boucles de la Mayenne ·
 Ster ZLM Toer ·
 Ronde van Slovenië ·
 Route du Sud ·
 Ronde van Oostenrijk ·
 Sibiu Cycling Tour ·
 Ronde van Wallonië ·
 Ronde van Portugal ·
 Ronde van Denemarken ·
 Ronde van de Ain ·
 Ronde van Burgos ·
 Arctic Race of Norway ·
 Ronde van de Limousin ·
 Ronde van Poitou-Charentes ·
 Ronde van Groot-Brittannië ·
 Ronde van Gévaudan Languedoc-Roussillon ·
 Eurométropole Tour
Eendaagse wedstrijden

 GP La Marseillaise ·
 Grote Prijs van de Etruskische Kust ·
 Trofeo Palma ·
 Trofeo Ses Salines ·
 Trofeo Serra de Tramuntana ·
 Trofeo Platja de Muro ·
 Trofeo Laigueglia ·
 Ronde van Murcia ·
 Omloop Het Nieuwsblad ·
 Classic Sud Ardèche ·
 GP Lugano ·
 Clásica de Almería ·
 Kuurne-Brussel-Kuurne ·
 La Drôme Classic ·
 Le Samyn ·
 GP Città di Camaiore ·
 Strade Bianche ·
 Roma Maxima ·
 Ronde van Drenthe ·
 Dwars door Drenthe ·
 Nokere Koerse ·
 GP Nobili Rubinetterie ·
 Handzame Classic ·
 Classic Loire-Atlantique ·
 Grote Prijs van Cholet-Pays de Loire ·
 Dwars door Vlaanderen ·
 Route Adélie de Vitré ·
 Volta Limburg Classic ·
 Grote Prijs Miguel Indurain ·
 Ronde van La Rioja ·
 Scheldeprijs ·
 GP Cerami ·
 Klasika Primavera ·
 Parijs-Camembert ·
 Brabantse Pijl ·
 GP Denain ·
 Ronde van de Finistère ·
 Tro Bro Léon ·
 Ronde van Keulen ·
 La Roue Tourangelle ·
 Rund um den Finanzplatz Eschborn-Frankfurt ·
 Ronde van de Somme ·
 ProRace Berlin ·
 Grote Prijs van Plumelec ·
 Boucles de l'Aulne ·
 Ronde van Zeeland Seaports ·
 GP Kanton Aargau ·
 Ronde van Limburg ·
 Ronde van de Apennijnen ·
 Halle-Ingooigem ·
 Prueba Villafranca de Ordizia ·
 GP Industria & Artigianato-Larciano ·
 Ronde van Toscane ·
 Circuito de Getxo ·
 Polynormande ·
 RideLondon Classic ·
 GP Stad Zottegem ·
 Arnhem-Veenendaal Classic ·
 Châteauroux Classic de l'Indre ·
 Druivenkoers Overijse ·
 Brussels Cycling Classic ·
 GP Fourmies ·
 Ronde van de Doubs ·
 GP Jef Scherens ·
 Coppa Bernocchi ·
 GP van Wallonië ·
 Coppa Agostoni ·
 Ronde van de Drie Valleien ·
 Kampioenschap van Vlaanderen ·
 Grote Prijs Impanis-Van Petegem ·
 Memorial Marco Pantani ·
 GP Industria & Commercio di Prato ·
 GP van Isbergues ·
 Omloop van het Houtland ·
 Duo Normand ·
 Milaan-Turijn ·
 Ronde van het Münsterland ·
 Ronde van de Vendée ·
 Memorial Frank Vandenbroucke ·
 Coppa Sabatini ·
 Parijs-Bourges ·
 Ronde van Emilia ·
 Parijs-Tours ·
 GP Beghelli ·
 Nationale Sluitingsprijs ·
 Chrono des Nations